# Đồng Tâm, Ninh Giang
Đồng Tâm là một xã thuộc huyện Ninh Giang, tỉnh Hải Dương, Việt Nam.

## Địa lý
Xã Đồng Tâm có diện tích 5,06 km², dân số năm 1999 là 5.452 người, mật độ dân số đạt 1.077 người/km².

## Văn hóa và lễ hội
Đền Tuần Tranh, ngôi đền thờ thần Sông Nước để thuyền bè qua lại được bình an. Lễ hội hàng năm được mở vào ngày 14 tháng 2 âm lịch tương truyền là ngày sinh của quan Tuần Tranh (ngày 25 tháng 5 là ngày mất). Đền tọa lạc tại thôn Tranh Xuyên, xã Đồng Tâm. Trong nghi thức lễ hội có tế thần nước, cầu bình an. Phần hội có hát hầu đồng chầu văn và nhiều trò vui khác.